# Международная концессия в Гуланъюй
Международная концессия в Гуланъюй (кит. 鼓浪嶼公共租界, пиньинь Gǔlàngyǔ Gōnggòng Zūjiè, пе́вэцзи Kó͘-lōng-sū Kong-kiōng Cho͘-kài) — одна из двух концессий в Китае с международным управлением (наряду с Шанхайским международным сетлментом), расположенная на острове Гуланъюй в Сямыне (провинция Фуцзянь).
Во время Опиумных войн британские войска оккупировали остров на четыре года и покинули его лишь в 1845 году. После 1843 года Сямынь стал открытым портом в соответствии с Нанкинским договором между Китаем и Великобританией. Британцы также получили участок на побережье главного острова Сямыня для создания своей концессии, в то время как Гуланъюй сохранил прежний облик.
Со временем, благодаря процветанию сеттльмента, здесь начали открывать представительства и другие государства.

## История

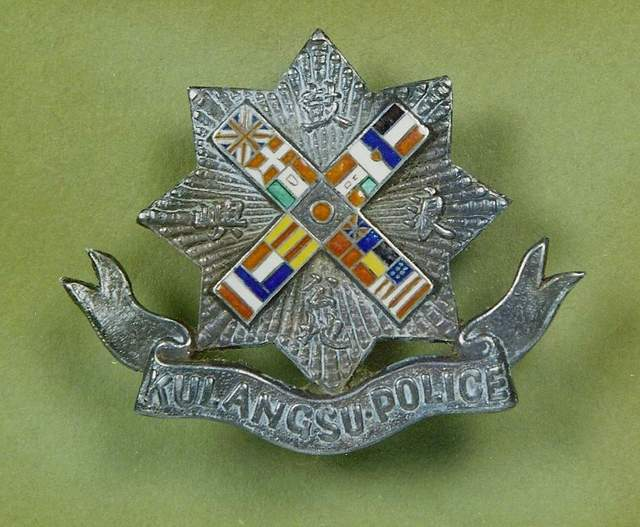
Значок муниципальной полиции Гуланъюй.

После оккупации Японией Тайваня местные власти Сямыня, опасаясь японских притязаний на Гуланъюй, стали вынашивать планы по поиску «международной защиты» и обратились к европейским державам с просьбой «взять Сямынь под опеку». Как метко заметил Филипп Питчер, в то время существовало устойчивое убеждение, что «Япония вынашивает планы в отношении Амоя (Сямыня) и при первом удобном случае … вмешается и установит свой контроль». Поджог японского буддийского храма Хигаси Хонган-дзи (东本愿寺) на Гуланъюе, а также антияпонские настроения начала 1900-х годов заставили Пекин признать, что создание международного сеттльмента на острове может стать выгодным решением.
10 января 1902 года консулы Великобритании, США, Германии, Франции, Италии, Испании, Дании, Нидерландов, Швеции, Норвегии, Японии и ещё восьми стран подписали в японском консульстве Гуланъюя «Хартию о разграничении полномочий». Затем, в январе 1903 года, был учреждён Муниципальный совет международного сеттльмента. К этому времени почти все подписавшие державы уже построили на острове свои консульства. Таким образом, Сямынь оказался разделён на две иностранные концессии: британскую (небольшую и исключительно торговую зону на материке) и гуланъюйскую (более обширную и престижную). Поскольку иностранное присутствие на острове существовало и до формального создания сеттльмента, большая часть инфраструктуры к тому моменту уже была сформирована.
В 1938 году, после захвата Сямыня японскими войсками, Гуланъюй превратился в «оазис спокойствия» — сюда массово переселялись китайские беженцы, спасаясь от войны. Однако с началом Второй мировой войны японские военные части разместились вблизи острова.
Окончательно международный сеттльмент на Гуланъюе был ликвидирован гоминьдановским правительством. После образования КНР остров вошёл в состав Сямыня в качестве отдельного района.

## Жизнь
Те, кто жил в бывшем сеттльменте, отзывались о жизни в нём как о мирной и процветающей, особенно на фоне усиления политической нестабильности в Китае в 1930-х годах. Фактически, условия здесь настолько превосходили обветшалый соседний Сямынь, что в 1920-х годах санитарные нормы и модель общественной безопасности Гуланъюя были внедрены в этом городе. Иностранные власти возвели клубы, тюрьмы, школы, театры и частные резиденции.
В отличие от Шанхая, его «сеттльмента-сестры», Гуланъюй оставался исключительно жилой зоной, лишённой коммерческой активности. Поэтому инвесторы не проводили масштабной перепланировки, которая истощила бы скромный бюджет анклава, а скорее модернизировали уже существующую инфраструктуру. Так Гуланъюй стал уникальным переплетением традиционного китайского уклада и новой волны иностранного колониализма.
В этот период на остров прибыло множество миссионеров, и основанные ими школы оказали значительное влияние на современное китайское образование. Например, в 1898 году британский священник Уэй Юйчжэнь и его супруга Уэй Айли, перебравшись в Гуланъюй, открыли первый в Китае детский сад — «Хуайдэ» (怀德幼稚园). Важнейшим миссионерским учебным заведением стал Англо-китайский колледж (英华书院) (ныне известный как «Синь-Си сюэ» (中西学院) — просторный кампус у горы Бицзяшань. Постепенно эти миссионерские постройки органично вписались в традиционную застройку.
Конфликты между иностранцами и местными жителями были редки. Приезжие предпочитали арендовать участки у побережья, на склонах холмов или вблизи полей, почти не затрагивая китайские кварталы в низинах.

## Галерея

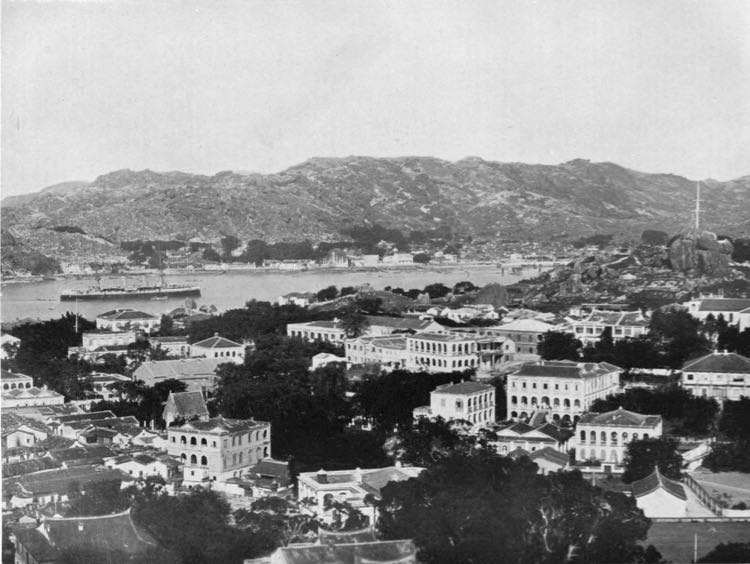
Фотография международного сеттльмента Гуланъюй и города Амой (Сямынь).